# Liste der Kulturdenkmale in Großluga
Die Liste der Kulturdenkmale in Großluga umfasst sämtliche Kulturdenkmale der Dresdner Gemarkung Großluga. Grundlage bildet das Denkmalverzeichnis des Themenstadtplans Dresden, das sämtliche bis Januar 2006 vom Landesamt für Denkmalpflege Sachsen erfassten Kulturdenkmale beinhaltet.

## Legende
- Bild: Bild des Kulturdenkmals, ggf. zusätzlich mit einem Link zu weiteren Fotos des Kulturdenkmals im Medienarchiv Wikimedia Commons. Wenn man auf das Kamerasymbol klickt, können Fotos zu Kulturdenkmalen aus dieser Liste hochgeladen werden:
- Bezeichnung: Denkmalgeschützte Objekte und ggf. Bauwerksname des Kulturdenkmals
- Lage: Straßenname und Hausnummer oder Flurstücknummer des Kulturdenkmals. Die Grundsortierung der Liste erfolgt nach dieser Adresse. Der Link (Karte) führt zu verschiedenen Kartendiensten mit der Position des Kulturdenkmals. Fehlt dieser Link, wurden die Koordinaten noch nicht eingetragen. Sind diese bekannt, können sie über ein Tool mit einer Kartenansicht einfach nachgetragen werden. In dieser Kartenansicht sind Kulturdenkmale ohne Koordinaten mit einem roten bzw. orangen Marker dargestellt und können durch Verschieben auf die richtige Position in der Karte mit Koordinaten versehen werden. Kulturdenkmale ohne Bild sind an einem blauen bzw. roten Marker erkennbar.
- Datierung: Baubeginn, Fertigstellung, Datum der Erstnennung oder grobe zeitliche Einordnung entsprechend des Eintrags in der sächsischen Denkmaldatenbank
- Beschreibung: Kurzcharakteristik des Kulturdenkmals entsprechend des Eintrags in der sächsischen Denkmaldatenbank, ggf. ergänzt durch die dort nur selten veröffentlichten Erfassungstexte oder zusätzliche Informationen
- ID: Vom Landesamt für Denkmalpflege Sachsen vergebene, das Kulturdenkmal eindeutig identifizierende Objekt-Nummer. Der Link führt zum PDF-Denkmaldokument des Landesamtes für Denkmalpflege Sachsen. Bei ehemaligen Kulturdenkmalen können die Objektnummern unbekannt sein und deshalb fehlen bzw. die Links von aus der Datenbank entfernten Objektnummern ins Leere führen. Ein ggf. vorhandenes Icon  führt zu den Angaben des Kulturdenkmals bei Wikidata.

## Liste der Kulturdenkmale in Großluga
| Bild                                    | Bezeichnung                                                                                        | Lage                          | Datierung                                        | Beschreibung | ID       |
| --------------------------------------- | -------------------------------------------------------------------------------------------------- | ----------------------------- | ------------------------------------------------ | --- | -------- |
|                                         | Fabrikantenvilla mit Gartenhausanbau, Garage, parkartigem Garten und Einfriedung                   | Bosewitzer Straße 11 (Karte)  |                                                  | Fabrikantenvilla mit Gartenhausanbau, Garage, parkartigem Garten und Einfriedung | 09215720 |
|                                         | Alte Schule: Schlichtes zweigeschossiges Schulgebäude mit Zeltdach                                 | Dohnaer Straße 409 (Karte)    | bezeichnet 1841 (Schule)                         | schlichter, zweigeschossiger Putzbau mit Lisenengliederung und Zeltdach, baugeschichtlich bedeutend sowie als erster Schulbau der Schulgemeinschaft Groß- und Kleinluga sozialgeschichtlich und ortsgeschichtlich von Bedeutung                                                                                             | 09215713 |
|                                         | Hauptumspannwerk (ehem.): Fabrikgebäude, Nebengebäude und drei Arbeiterwohnhäusern                 | Heidenauer Straße 45; 47; 49  |                                                  | Fabrikgebäude, Nebengebäude und drei Arbeiterwohnhäusern | 09215716 |
|                                         | Mietshaus in Ecklage und offener Bebauung                                                          | Kleinlugaer Straße 1 (Karte)  | um 1900 (Mietshaus)                              | Putzbau mit Mansardwalmdach und Betonung der polygonalen Ecke durch Aufstockung und haubenförmigen Dachaufsatz, zeittypische, historistische Fassadengestaltung, Natursteinfenstereinfassungen, -bekrönungen und -Bänke, baugeschichtlich von Bedeutung                                                                     | 09215717 |
|                                         | Gasthof Groß-Luga: Gasthof mit Saal                                                                | Kleinlugaer Straße 2 (Karte)  | 1896 (Gasthof)                                   | breitgelagertes historisierendes Eckgebäude, vor Umbau mit einem der größten und bemerkenswertesten Säle von Dresden (neben Watzke, Orpheum, Donaths Neue Welt und Parkhotel), dieser heute unter Beibehaltung Wesentlicher Gestaltungselemente zu Loftwohnungen umgebaut, baugeschichtlich und ortsgeschichtlich bedeutend | 09215718 |
|                                         | Neue Schule: Zweigeschossiges Schulgebäude mit hervorgehobener Eingangszone und rückwärtigem Anbau | Kleinlugaer Straße 25 (Karte) | 1899 (Schule)                                    | breit gelagerter Putzbau mit hervorgehobenem Mittelteil, dieser belebt durch Bogenfenster und Portal, zeittypische, historistische Fassade, baugeschichtlich und sozialgeschichtlich von Bedeutung | 09215719 |
|                                         | Wohnstallhaus und Scheune eines ehemaligen Dreiseithofes                                           | Lugaer Platz 3 (Karte)        | 1. H. 19. Jh. (Wohnstallhaus), um 1900 (Scheune) | Gebäude weitgehend authentisch erhalten, ersteres massiv, mit bemerkenswertem gewölbtem Stalltrakt, Zeugnisse ländlicher Architektur und Volksbauweise, bau- und ortsgeschichtlich bedeutend, im Zusammenhang mit Dorfkern stadtentwicklungsgeschichtlich von Belang                                                        | 09215706 |
|                                         | Wohnhaus in offener Bebauung (Häusleranwesen)                                                      | Lugaer Platz 4 (Karte)        | bezeichnet 1832 (Wohnhaus)                       | schmaler, zweistöckiger Putzbau mit Krüppelwalmdach und Inschrift am Giebel, wichtiges Zeugnis der Dorfstruktur Großlugas, baugeschichtlich und ortsentwicklungsgeschichtlich von Bedeutung | 09215707 |
|                                         | Wohnstallhaus eines kleinen Bauernhofes                                                            | Lugaer Platz 5 (Karte)        | 1. H. 19. Jh. (Wohnstallhaus)                    | Putzbau mit steilem Satteldach, Untergeschoss massiv, Fachwerk im Obergeschoss teilweise überkommen, gut erhaltenes Zeugnis der historischen Dorfstruktur, baugeschichtlich und ortsentwicklungsgeschichtlich von Bedeutung                                                                                                 | 09215708 |
|                                         | Wohnhaus in offener Bebauung (Häusleranwesen)                                                      | Lugaer Platz 7 (Karte)        | 1. H. 19. Jh. (Wohnhaus)                         | Putzbau und hofabgewannte Aufstockung des Daches über fast gesamte Trauffläche, ortsbildprägendes Zeugnis der Rundlingsstruktur, baugeschichtlich und ortsentwicklungsgeschichtlich von Bedeutung | 09215709 |
|                                         | Wohnstallhaus eines Bauernhofes                                                                    | Lugaer Platz 9 (Karte)        | 1. H. 19. Jh. (Bauernhaus)                       | langgestreckter Putzbau mit Satteldach und Natursteinfenstereinfassungen bzw. -bänken, authentisches Zeugnis der Dorfstruktur, baugeschichtlich und ortsentwicklungsgeschichtlich von Bedeutung | 09215710 |
|                                         | Wohnstallhaus und Seitengebäude mit Fachwerk im Obergeschoss eines Dreiseithofes                   | Lugaer Platz 10 (Karte)       | um 1800 (Wohnstallhaus), um 1800 (Seitengebäude) | Seitengebäude mit Fachwerk und Zwillingsfenstern im Obergeschoss, Wohnstallhaus im Untergeschoss mit Bruchsteinmauerwerk, markantes ländliches Anwesen, Giebel beider Gebäude ortsbildprägend, Bauernhof baugeschichtlich und stadtentwicklungsgeschichtlich bedeutend                                                      | 09215711 |
|                                         | Mietshaus in Ecklage und offener Bebauung                                                          | Lugaer Straße 75 (Karte)      | um 1895 (Mietshaus)                              | Putzbau mit Mansardwalmdach und Betonung der Ecke durch Aufstockung und zeltförmigen Dachaufsatz, zeittypische Strukturierung der Fassade durch Natursteinfenstereinfassungen, baugeschichtlich von Bedeutung | 09215714 |
|                                         | Rathaus Großluga (ehem.)                                                                           | Lugaer Straße 108 (Karte)     | bezeichnet 1898 (Rathaus)                        | Bau mit seitlichem Treppenturm, Mittelrisalit mit Balkonvorlage, Fassadengestaltung durch Sandsteineinfassungen und Klinkerzierwerk, charakteristischer Historismusbau seiner Zeit, baugeschichtlich und ortsgeschichtlich bedeutend                                                                                        | 09215715 |
| Direkt Bild zu diesem Denkmal hochladen | Eisenwerk Kelle & Hildebrandt: Fabrikgebäude/Verwaltungsgebäude                                    | Werkstraße 1 (Karte)          | bezeichnet 1899 (Verwaltungsgebäude)             | markantes und unverfälscht erhaltenes Beispiel der Industriearchitektur Ende des 19. Jahrhunderts, Teil eines bedeutsamen Werkes, gestalterisch auffällig der kleine, in den Straßenraum ragende Vorbau, vor allem baugeschichtlich bedeutend                                                                               | 09305127 |